# Eopenthes unicolor
Eopenthes unicolor är en skalbaggsart som beskrevs av Sharp 1908. Eopenthes unicolor ingår i släktet Eopenthes och familjen knäppare. Inga underarter finns listade i Catalogue of Life.